# Гаус (единица)
 Тази статия е за мерната единица.  За германския математик и физик вижте Карл Фридрих Гаус.  
Гаус (символ G) е единица за измерване от системата CGS за плътност на магнитен поток или магнитна индукция (B), наречена на името на германския математик и физик Карл Фридрих Гаус (Carl Friedrich Gauss). Един гаус се определя като един максуел на квадратен сантиметър.
Дълги години терминът гаус е бил използван за означаване на единицата за интензитет на магнитно поле, която е известна днес като оерстед. Смяната на терминологията, установена от IEC през 1930 г. , е била въведена, за да се направи разликата между магнитната индукция и магнитния интензитет като физични величини.
Единицата за плътност на магнитен поток в SI е тесла. Един гаус е равен на 10−4 тесла.
1 T = 10 000 G
1 G = 0,1 mT